# گوزن مردابی
گوزن مردابی (نام علمی: Blastocerus dichotomus) نام یک گونه از زیرخانواده گوزنیان جهان جدید است.